# Aegla sanlorenzo
Aegla sanlorenzo es una especie de decápodo aéglido integrante del género Aegla, cuyos miembros son denominados comúnmente cangrejos tanque, cangrejos pancora, cangrejos de agua dulce, falsos cangrejos o cucarachas de río. Este crustáceo habita en aguas dulces del centro-oeste de América del Sur.

## Taxonomía
Esta especie fue descrita originalmente en el año 1942 por el biólogo carcinólogo estadounidense Waldo LaSalle Schmitt.
Localidad y ejemplares tipo
Fue descrita sobre la base de un único ejemplar proveniente del río San Lorenzo, en la provincia de Jujuy, noroeste de la Argentina. Dicho espécimen (el holotipo) es un macho etiquetado como el MACN 7099, colectado por Carlos Spegazzini en el año 1905.  
Habita en el fondo de un curso fluvial de aguas dulces, rápidas, en ambientes de pedemonte de selva semitropical de montaña del este de Jujuy, no del río homónimo de la provincia de Salta, como erradamente postuló Schmitt.

## Características y costumbres
La longitud del ejemplar tipo de este cangrejo es de 29 mm.
La especie más similar es A. jujuyana', con la cual comparte un rostro alargado, un caparazón provisto de largas espinas anterolaterales y la forma de los quelípodos, pero es posible separarla porque A. jujuyana no exhibe espinas notables ni en el caparazón ni en los periópodos, además de faltarle la aguda espina córnea en la cresta palmar.